# Borderlands
Borderlands es un videojuego de disparos en primera persona de ciencia ficción con elementos de los videojuegos de rol desarrollado por Gearbox Software para las plataformas Microsoft Windows, Xbox 360 y PlayStation 3. Fue mostrado por primera vez en la edición de septiembre de 2007 de la revista Game Informer. Las versiones para consolas fueron lanzadas en Norteamérica el 20 de octubre de 2009, y fueron lanzadas para las regiones PAL el 23 de octubre. La versión para consola fue lanzada al mercado japonés el 10 de febrero de 2010. La versión para Windows fue lanzada el 26 de octubre en Norteamérica e internacionalmente el 29 de octubre del mismo año, mientras que el port para macOS (en una versión especial Game of the Year) fue lanzado en diciembre de 2010, desarrollado por la compañía inglesa Feral Interactive.

## Jugabilidad
Borderlands incluye elementos para la creación de personajes como los encontrados en videojuegos de rol, pero la propia Gearbox lo considera un videojuego de «rol de acción».
Al iniciar el juego, el jugador selecciona uno de cuatro personajes, cada uno con sus habilidades especiales únicas y con predilección hacia ciertas armas. Los cuatro personajes son: Roland el Soldado, Mordecai el Cazador, Lilith la Sirena y Brick un Berserker. De ahí en adelante, los jugadores realizan misiones asignadas por personajes no jugables o carteles de recompensas, que una vez completados premian al jugador con puntos de experiencia, dinero u objetos. Los jugadores ganan experiencia acabando con enemigos o completando logros del juego (como matar un número específico de enemigos con un arma específica).
Según el jugador va ganando puntos de experiencia, los jugadores pueden emplearlos para mejorar las tres habilidades que posee cada personaje de base; por ejemplo, Mordecai puede especializarse en francotirador, pistolero con revólver o usar su mascota Bloodwing para ayudar a acabar con los enemigos. Los jugadores pueden distribuir los puntos en cualquiera de las tres habilidades, y pueden además gastar parte de su dinero en redistribuir sus habilidades.
Los jugadores empiezan con la capacidad de utilizar dos armas, pero más tarde pueden conseguir hasta cuatro, así como armadura protectora, una modificación de granada, y una modificación de clase. Los objetos recogidos pero no usados pueden venderse a cambio de dinero. Una de las claves de Borderlands es la aletoriedad con la que se generan las armas e ítems creados y caídos en el juego, o encontrados en cofres, que se venden en las tiendas como recompensas de misiones, los enemigos derrotados pueden liberar Recompensas (videojuegos).
El juego usa un Procedural Content Creation System («sistema de creación de contenido procedural») para generar dichas armas y objetos, que pueden variar sus habilidades, poder de disparo, cadencia de fuego y precisión, añadir efectos elementales tales como fuego, electricidad, corrosión o explosiones, y en raras ocasiones también otro tipo de bonificaciones especiales como por ejemplo la regeneración de munición.
Un código de colores es usado para indicar la rareza del arma. Se estima que el sistema de generación aleatorio pueda crear 17 millones de variaciones posibles. Este proceso se usa también para crear las características de los enemigos que el jugador se va encontrando, de forma también aleatoria. Esto permite a los enemigos de la misma especie tener diversos ataques, como por ejemplo variaciones de las hormigarañas, que en el juego pueden andar alrededor o saltar frente a la cara de los jugadores, mientras otros varían y pueden convertirse en una bola y rodar atacando a la gente de esa manera, dependiendo del generador de contenidos.
En el combate el jugador puede recibir daño si el escudo se agota, afectando a su salud. Si la pierde toda, deberá ser levantado por otro jugador o matar a un enemigo mientras que esté derribado para que se le conceda una segunda oportunidad, o puede morir y ser regenerado en una estación Nuevo-tú, a costa de perder un porcentaje del dinero en el proceso de regeneración.
Los jugadores también pueden acceder a un vehículo de dos pasajeros y pueden entablar combate con otros enemigos en él, habiendo coches con dos tipos de armas primarias para elegir entre ellas al generar el vehículo: un lanzacohetes y una ametralladora pesada, además de tener una ametralladora ligera frontal y no direccionable como secundaria, menos potente. Posteriormente también se contará con un sistema de puntos teletransporte repartidos por todo el mundo (las estaciones Nuevo-tú) disponibles para el jugador aproximadamente después de cumplir un tercio de las misiones principales del modo historia. Hasta entonces deberemos movernos a pie, corriendo o en autobús.
El juego puede ser jugado en solitario, pero también dispone de un modo cooperativo para dos jugadores en pantalla dividida, y hasta cuatro jugadores cooperativos mediante conexión a Internet o LAN. El juego sigue el progreso de juego del host, recompensando a los otros jugadores activos por la finalización de objetivos con experiencia a sus personajes. Si los otros jugadores están haciendo las mismas misiones en su modo campaña, estas pasarán a estar concluidas en las suyas también así como en la del host. Cuanto más jugadores están presentes, el juego altera los parámetros de dificultad, modificando las estadísticas de los enemigos generados, equilibrándolo y aumentando dicha dificultad cada vez que el número de jugadores aumenta, por cada uno que se conecta (proporcional). Los jugadores pueden participar en duelos de uno contra uno en cualquier parte del mundo de Pandora para ganar una pequeña cantidad de dinero, o en peleas de dos contra dos o todos contra todos entrando a diversos estadios repartidos por el mapa con amigos.

## Sinopsis

### Trasfondo
Borderlands se desarrolla en el planeta Pandora. Atraídas por las aparentemente vastos yacimientos minerales, muchas naves colonizadores de la Dahl Corporation (una de las muchas diversas mega-corporaciones que aparentemente controlan y gobiernan planetas enteros) viajaron al planeta para construir asentamientos. Las operaciones de minería eran llevadas a cabo por una cantidad enorme de convictos traídos al planeta por la Corporación Dahl.
Anterior a los eventos del juego, otra de las mega-corporaciones, conocida como Atlas Corporation, había encontrado una antigua cámara en un planeta cercano llamado Promethea, llena de tecnología alienígena que les permitió realizar gigantescos avances en la tecnología de naves espaciales y armas, superando a sus competidores. La presencia de ruinas alienígenas similares repartidas por Pandora impulsó a Dahl a una exhaustiva búsqueda por la posible cámara en Pandora, liderada por la respetada xeno-arqueóloga Patricia Tannis.
Sin embargo, las búsquedas respaldadas por Dahl para la cámara de Pandora resultaron infructuosas, y las operaciones de masiva minería industrial pronto acabaron el gran volumen de depósitos minerales. Además, el próximo verano del planeta desató peligrosas hordas de vida salvaje alienígena que salían de su hibernación. Aquellos lo suficientemente ricos e importantes abandonaron el planeta, dejando al resto de la población atrás, que saqueó los asentamientos abandonados, sobreviviendo en las estepas áridas y tiraderos de desechos industriales repartidos por el planeta.
Para empeorar las cosas, Dahl simplemente abrió las puertas de los campamentos de sus ex-trabajadores convictos, soltando grupos de bandidos que aterrorizan a la población. A pesar de la falta de evidencia de su existencia, persistieron las leyendas de The Vault (La Cámara), una supuesta tesorería de artefactos alienígenas, tecnología y riquezas incalculables, pero se rumorea que aquellos que la descubrieron han sido exterminados por una fuerza protectora, dejando pocas pistas sobre su localización o propósito, mientras nacía el mito de una cámara repleta de tesoros en su interior.

### Personajes
Hay cuatro personajes jugables en el juego, cuyos nombres vienen dados por el juego, pero el jugador puede cambiarlos así como el color de sus vestimentas en las estaciones Nuevo-tú repartidas por el juego.
- Brick es un Berserker, un personaje con gran fuerza física para el combate cuerpo a cuerpo. Brick tiene la habilidad especial de entrar en modo Berserker, donde se llena de ira temporalmente y puede golpear con rapidez a los enemigos, infligiendo mucho daño.
- Lilith es una de las seis conocidas Sirenas, seres con poderes sobrehumanos pero sin forma de controlarlos. La habilidad Phasewalk (Caminar en Fase) de Lilith le permite temporalmente entrar y salir a otra dimensión alrededor de un grupo de enemigos, causando explosiones eléctricas que los hieren.
- Mordecai, un Cazador, se especializa en utilizar rifles de francotirador y pistolas, y es ayudado por su mascota Bloodwing, un cuervo, capaz de atacar a enemigos a larga distancia y robarles objetos.
- Roland, un exmercenario de la Crimson Lance (Lanza Carmesí). Es descrito por el juego como Soldado, y es capaz de desplegar una torreta armada automática que ayuda en el combate a corta distancia, llamada torreta escorpión.[5]

## Historia
Borderlands comienza aproximadamente 200 años tras el descubrimiento de La Cámara. Numerosos cazafortunas, incluyendo al propio jugador, son transportados a Pandora. Tras su llegada a la ciudad de Fyrestone, el jugador comienza a ver la imagen de una mujer misteriosa, el ángel Guardián, quien es consciente de que están aquí para buscar La Cámara, y les dirige instándoles a seguir sus instrucciones. 
El jugador conoce poco más tarde a un hombre llamado Dr. Zed. Éste ayuda al jugador a través del inicio del juego. El ángel les llevará finalmente a la recogida de los diversos artefactos alienígenas necesarios para abrir la cámara (una llave de piedra dividida en varias partes). Esto hace que Patricia Tannis, la arqueóloga y científica, se ponga en contacto con el jugador y le insista a recoger las otras tres piezas de la clave de cámara. Tannis revela que la cámara se abre cada 200 años y el momento de la apertura se acerca. Al mismo tiempo, la comandante Steele de la Lanza Carmesí, una fuerza de mercenarios bien equipados perteneciente a la mega-corporación Atlas, amenaza con declarar la ley marcial en todo el planeta y exige el contenido de la cámara y de las piezas y tecnología extraterrestre. 
Mientras que el jugador es capaz de asegurar las tres primeras piezas de la llave de la cámara, se encuentran con que la pieza final (la cuarta) no existe, sino que son solamente 3 y ha sido traicionado por la doctora Tannis, que ha entregado la llave a la comandante Steele. Esta última se pone en contacto con el jugador, y le cuenta todo lo sucedido, tras lo cual procede a cortar la red del planeta ECHO, impidiendo la comunicación con el Ángel de la Guarda y el resto de los ciudadanos. El jugador se infiltra en la sede de la Lanza Carmesí y encuentra a Tannis encerrada. Ella dice que no tenía más remedio que traicionar al jugador por la fuerza, pero al final ayuda al jugador a reiniciar la red de ECHO y evitar que Steele y la Lanza Carmesí usen la llave. 
Después de restaurar la red, el Ángel de la Guarda ayuda al jugador a darse prisa e ir tras Steele. El jugador se la encuentra finalmente cuando se acercan a La Cámara, donde la lanza Carmesí está en combate con los Guardianes Alienígenas. Después de pasar por ambas fuerzas, el jugador llega finalmente a la cámara acorazada, demasiado tarde para ver como Steele abre la cámara. Sin embargo, cuando se abre la cámara, Steele y sus guardias son asesinados por un monstruo gigante que está intentando librarse de la cámara. El Ángel de la Guarda explica que el monstruo se llama el Destructor, y fue encarcelado en la cámara por la raza de los Eridianos, los guardianes contra los que hemos luchado anteriormente, hace mucho tiempo para evitar que destruya el universo, con los Guardianes presentes para evitar que cualquier persona la abra. El jugador es capaz de derrotar al monstruo, sellando la cámara acorazada durante otros 200 años. 
El último corte de escena revela que el Ángel de la Guarda es en realidad un satélite en órbita sobre Pandora, perteneciente a la corporación Hyperion. Además, el Claptrap del nivel principal, en Fyrestone, nada más empezar se cortocircuita debido a una descarga eléctrica, y su visor central cambia de su color azul normal a rojo, y se revela su identidad como un ninja asesino interplanetario y que posteriormente liderará una revolución de Claptraps, la cual se desarrollara de forma jugable en la cuarta expansión.

## Contenido descargable

### The Zombie Island of Dr. Ned
The Zombie Island of Dr. Ned es la primera de una serie de expansiones descargables que alargan el juego original incluyendo nuevas misiones, zonas, objetos y enemigos como "WereSkags" y varios zombies.
La historia toma lugar en un área conocida como "Jakobs Cove", que es un pequeño pueblo construido por la Corporación Jakobs. El doctor Ned, encargado de mantener a los obreros de la isla con vida, se le va un poco la mano, creando zombis y todo tipo de horrorosas abominaciones que andan sueltas por la región. La trama principal gira en torno a encontrar los visitantes anteriores a Jakobs Cove e investigar al propio Dr. Ned después de que la Corporación Jakobs empezara a sospechar de su obra. Los jugadores tendrán que ayudar al Dr. Ned embarcándose en una peligrosa aventura para curar a los putrefactos habitantes de Jakob's Cove. El área incluye un mapa jugable grande al aire libre con varias áreas más ramificado desde la zona principal, incluida una oscura abandonada versión de la zona anterior 'Old Haven' La serie fue lanzada para la Xbox 360 (por 800 puntos Microsoft) y PlayStation 3 el 24 de noviembre de 2009, que se celebró con un remolque. La versión para PC fue lanzado a través de Steam con SecuROM el 9 de diciembre de 2009.

### Mad Moxxi's Underdome Riot
Esta segunda expansión, que llega tras la propuesta de The Zombie Island of Dr. Ned, supone en sí mismo tanto un nuevo nivel de juego como un modo inédito. Mad Moxxi's Underdome Riot -expansión rebautizada en homenaje a la película post-apocalíptica Mad Max 3: Más Allá de la Cúpula del Trueno- nos llevará a unos escenarios macabros, hospedados por una anfitriona desequilibrada, Mad Moxxi, en los que tendremos que luchar por nuestra vida en diversos torneos en los que deberemos sobreponernos al embate de oleadas sucesivas de enemigos que nos atacarán en grupo como si nos halláramos en un circo macabro. Moxxi, ejerciendo de jefa de pista, dará paso a cada fase. 
El torneo de Moxxi (una perturbada que desposa maridos a los que más tarde obligará a participar en torneos a los que difícilmente sobrevivirán) consiste en tres coliseos diferentes, Hell-burbia (Infierno-burbia), The Angelic Ruins (Las Ruinas Angelicales) y The Gully (el barranco). Aunque la apariencia de cada zona es distinta, tendremos que hacer básicamente lo mismo en cada coliseo: sobrevivir. Lo que no es tan fácil como podría parecer, ya que cada uno de los asaltos consta, a su vez, de cinco oleadas breves. La primera oleada, designada como “Starter Wave”, u “ola inicial” es simplemente un calentamiento, nos bastará para hacernos con la mecánica de juego: un grupo de maníacos enemigos se abalanzará sobre nosotros, y tendremos que arreglárnoslas para salir indemnes de sus ataques. 
En la siguiente oleada a la que nos enfrentemos, conocida como “Horde Wave” tendremos que hacer frente a una horda equipada con armas de combate .cuerpo a cuerpo, como mazas o porras Seguidamente, la “Badass Wave”, u “oleda de malotes”, agrupará un conjunto de enemigos con mayor poder, más escudos y armas más dañinas. 
Finalmente, en la “Boss Wave”, u oleada de jefe, tendremos que superar el ataque de un jefe final, que no aparecerá solo, sino que contará con la ayuda inestimable de sus esbirros, que ayudarán a ponernos las cosas más difíciles, por si no resultaba suficiente con todos los demás oponentes y obstáculos. Gradualmente, pues, se nos irán complicando las cosas, por lo que conviene no arriesgar la integridad física de nuestro personaje imprudentemente.
Aunque cada oleada contará siempre con los mismos nombres, irán variando en cada coliseo los enemigos con quienes nos enfrentemos, a medida que vayamos adentrándonos en nuevas fases. Lo que no variará son las oleadas y los tipos de oponentes, ya que se ha querido que los jugadores enfocaran la acción de un modo táctico, y emprendieran cada asalto conscientes del tipo de sujetos con los que se las habrían de ver en cada caso. Entre oleada y oleada se nos concederá un pequeño respiro, momento en el que Moxxi tendrá un detalle con nosotros y soltará diversos objetos que nos caerán del cielo, cual maná: grandes cajas violetas, en las que encontraremos botiquines, o recipientes de munición, indicados en azul. Será fundamental aprovechar al máximo estos pequeños obsequios, y recolectarlos antes de que Moxxi empiece de nuevo la cuenta atrás que anuncia una nueva reyerta. 
Durante todos los combates Moxxi irá comentando el espectáculo, tal y como si se tratara de un evento deportivo y ejerciendo de locutora, jaleando a nuestros contrincantes en todo momento y provocándonos ocasionalmente. En caso de que seamos derribados, apareceremos en la "Penalty Box", o “caja de castigo”, una jaula en la que nos veremos confinados cada vez que muramos. Aunque cuando nos encontremos jugando solos reiniciaremos automáticamente el nivel, en el modo multijugador, sin embargo, nuestro confinamiento no terminará por completo con nuestra participación en el juego: podremos presenciar la acción desde lo alto, hasta que nuestro personaje se regenere en la próximo ronda, siempre que alguno de nuestros compañeros haya logrado terminar la fase con vida, y mientras tanto podremos seguir ayudando al resto de miembros del equipo, con la ayuda, por ejemplo, de un rifle de francotirador. 
Esta expansión que también cuesta 800 Microsoft Points y 9,99 dólares / £ 6.29 en la PlayStation Store. Cuenta con tres espacios nuevos disturbios, y el aumento de almacenamiento para los artículos del inventario de los jugadores. Sin experiencia se gana de matar a los enemigos en las batallas arena, pero la experiencia puede ser adquirida en misiones o completar desafíos en la arena. Nuevos modos de juego se añaden, como la lucha contra la baja gravedad, la regeneración de salud enemigo, y la lucha contra shieldless. Fue lanzado el 29 de diciembre de 2009 para la Xbox 360 y fue puesto a la venta el 7 de enero de 2010 para la PlayStation 3 y PC. [14] IGN le dio Underdome Mad Moxxi Riot un 6.0/10, elogiando el hecho de que los amigos se puede añadir a jugar, y declaró que todo lo que sea necesario trabajar. "No hay arma más, el dinero, o gotas de munición y XP no" y afirmó que "la única cantidad decente de armas que encontrarás en la máquina proveedor Marcus Kincaid."

### The Secret Armory of General Knoxx
El arsenal secreto del general Knoxx se anunció extraoficialmente el 21 de enero de 2010, a través de los foros oficiales de Gearbox, publicada por Jason Reiss diseñador en Gearbox quien dijo que con el paquete se incrementará el límite de nivel a nivel 61, y que es "el más grande de DLC que hemos hecho". A Twitter por el director creativo de Gearbox Mike Neumann el 21 de enero de 2010, dijo que el paquete también incluiría "a Scooter", que es un personaje en el juego. Esto fue seguido por un anuncio oficial de Gearbox a través de Gearboxity el 29 de enero de 2010, confirmando la liberación, el aumento del nivel máximo, marca nuevas armas, y las "brutales enemigos, nunca antes visto en un gran nuevo entorno completo con un montón de nuevas misiones de la marca", según Gearbox, desarrollador del juego .  La trama de este DLC gira en torno a Athena, un agente corrupto de Atlas que se auto describen como la mejor, una mujer enferma de Atlas de mentiras que quiere llevar a sus rodillas, y el General Knoxx (superior de Steele), un hombre con odio extremo por su trabajo hasta el punto de, literalmente, odiando su vida, que tiene la tarea de destruir a Athena y el protagonista (s).  En el camino también se encuentra con Moxxi que ayuda al jugador a tomar en Atlas también (si usted ayuda a su cara por su exmarido) y Scooter, que revela que se relaciona con Moxxi.  El paquete de DLC se puso a disposición 23 de febrero para Xbox 360, y el 25 de febrero para PlayStation 3 y PC.

### Claptrap's New Robot Revolution
El 3 de marzo de 2010, Take-Two anuncio oficialmente el cuarto DLC para Borderlands.
El 11 de agosto, 2k confirmó el título de este DLC, Claptrap's New Robot Revolution. Este DLC está compuesto por 21 misiones (divididas en 9 misiones principales y 12 secundarias), y aumentaría 10 puntos de habilidad. El juego se centrara en un ejército de Clap-Traps defectuosos (capitaneados por CL4P-TP, un Ninja Asesino Interplanetario, el mismo claptrap que se ve arrollado por una luz al final de los créditos), además de un ejército de enemigos familiares transformados en robots del estilo de Clap-Trap (por ejemplo, Crab-Traps, Rakk-Traps y Skag-Traps). Varios de los personajes secundarios volverán junto con nuevos personajes.
El 5 de septiembre de 2010 Pitchford anunció en la Penny Arcade Expo que la fecha de lanzamiento estaba prevista para el 28 de septiembre de 2010. Pitchford anunció además que un parche gratuito permitiría incrementar el nivel de experiencia para los 4 jugadores, sean o no poseedores del DLC "General Knoxx" hasta un máximo de nivel 69.

## Recepción

### Críticas
Borderlands ha generado una oleada de críticas a su favor, contando con una puntuación media de 85.84% en su versión para Xbox 360 y de 83.76% en su versión para PlayStation 3. Así mismo, posee una puntuación en Metacritic de 84 y 83 para Xbox 360 y PlayStation 3 respectivamente.

### Ventas
Hacia finales de agosto de 2009, el analista de EEDAR Jesse Divnich, contó a GameSpot

[...] Borderlands podría fácilmente sorprender el mercado y a los consumidores como BioShock lo hizo en 2007".
Jesse Divnich, agosto de 2009

En diciembre de 2009, el juego había vendido cerca de 2 millones de copias según el informe financiero de Take-Two. En febrero de 2010, ya se habían vendido 3 millones de copias.

## Secuela
La secuela de Borderlands, Borderlands 2 fue lanzada en Estados Unidos el 18 de septiembre de 2012 y el 21 de septiembre de 2012 en Europa.
La editorial estadounidense IDW publicó una serie de doce números basada en el primer videojuego de la saga. En España fue editada en tres volúmenes por Fandogamia Editorial: Borderlands Orígenes (2016), La Caída de Fyrestone (2017) y Tannis y la Cámara (2017).